# چ
Če (چ) – litera rozszerzonego alfabetu arabskiego, wykorzystywana w językach: perskim, urdu oraz w niektórych odmianach arabskiego. W perskim, urdu i irackiej odmianie arabskiego używana jest do oznaczenia dźwięku [ʧ], tj. spółgłoski zwarto-szczelinowej zadziąsłowej bezdźwięcznej.
W dialekcie egipskim języka arabskiego odpowiada dźwiękowi [ʒ], tj. spółgłosce szczelinowej zadziąsłowej dźwięcznej, a w dialektach syryjsko-palestyńskich języka arabskiego oznacza dźwięk [ɡ], tj. spółgłoskę zwartą miękkopodniebienną dźwięczną.

## Postacie litery
| Postać: | izolowana | końcowa | środkowa | początkowa |
| ------- | --------- | ------- | -------- | ---------- |
| Wygląd: | چ‬         | ـچ‬      | ـچـ‬      | چـ‬         |

## Kodowanie
| Znak                   | چ                   | چ                   |
| ---------------------- | ------------------- | ------------------- |
| Nazwa w Unikodzie      | Arabic Letter Tcheh | Arabic Letter Tcheh |
| Kodowanie              | dziesiątkowo        | szesnastkowo        |
| Unicode                | 1670                | U+0686              |
| UTF-8                  | 218 134             | da 86               |
| Odwołania znakowe SGML | &#1670;             | &#x0686;            |